# Horacio Martínez
Horacio Martínez Estrella (1915 - 1992) fue un infielder dominicano que jugó en la Negro League entre 1935 y 1947 para New York Cubans. Aunque su posición oficial era el shortstop, Martínez se desempeñaba además con relativo éxito en la segunda y tercera base. Se caracterizaba por tener un poderoso brazo y muy buena defensa, ganándose el apodo de "the perfect shortstop". Por su gran habilidad para fildear en el campocorto fue apodado el "Rabbit". Además fue considerado el mejor campocorto de la liga. Jugó en la Liga Cubana, Liga Puertorriqueña, Liga Mexicana, y fue mánager en la Liga Venezolana. En la Liga Dominicana jugó para los Tigres del Licey y las Estrellas Orientales.
Martínez murió el 14 de abril de 1992 tras varios años de sufrir de Parkinson.

## Trivia
- Nació en Santiago de los Caballeros.
- Llegó a jugar contra Babe Ruth y Jackie Robinson.
- En Cuba, jugó para los equipos Santa Clara, Almendares y Rojos de la Habana.
- Como scout fue el responsable de firmar a beisbolistas dominicanos como Juan Marichal, los hermanos Felipe, Matty y Jesús; Manuel Mota, Vidal Nicolás, Elías Sosa, Rico Carty, Ricardo Joseph, Pepe Frías, Danilo Rivas, Federico Velásquez, Tomás Silverio, Julio César Imbert y Rafael Robles.
- En Venezuela, jugó para Sabios del Vargas, Patriotas de Venezuela y Pastora.
- Participó en 5 Juegos de Estrellas de las Ligas Negras (1940, 1941, 1943, 1944 y 1945).
- El 30 de agosto de 1970 fue exaltado al Pabellón de la Fama del Deporte Dominicano.